# 李紹 (宣德進士)
李紹（1407年—？），字克述，江西吉安府安福縣人，民籍。明朝政治人物。進士出身。

## 生平
宣德八年（1433年）癸丑科會試第四名，殿試登進士第三甲第十二名，改庶吉士，授翰林院檢討。當時大學士楊士奇臥病在床，明英宗遣使詢問人才，楊士奇以李紹等五人回答。土木之變后，京師戒嚴，諸多官員紛紛南遷，李紹則反對。之後累升為翰林學士。后因李賢、王翺舉薦，升爲禮部侍郎。成化二年，因病求辭職。

## 家族
曾祖父李慧龍。祖父李伯魁。父亲李遵武。